# BYD Xia
BYD Xia – hybrydowy samochód osobowy typu minivan klasy wyższej produkowany pod chińską marką BYD od 2024 roku.

## Historia i opis modelu

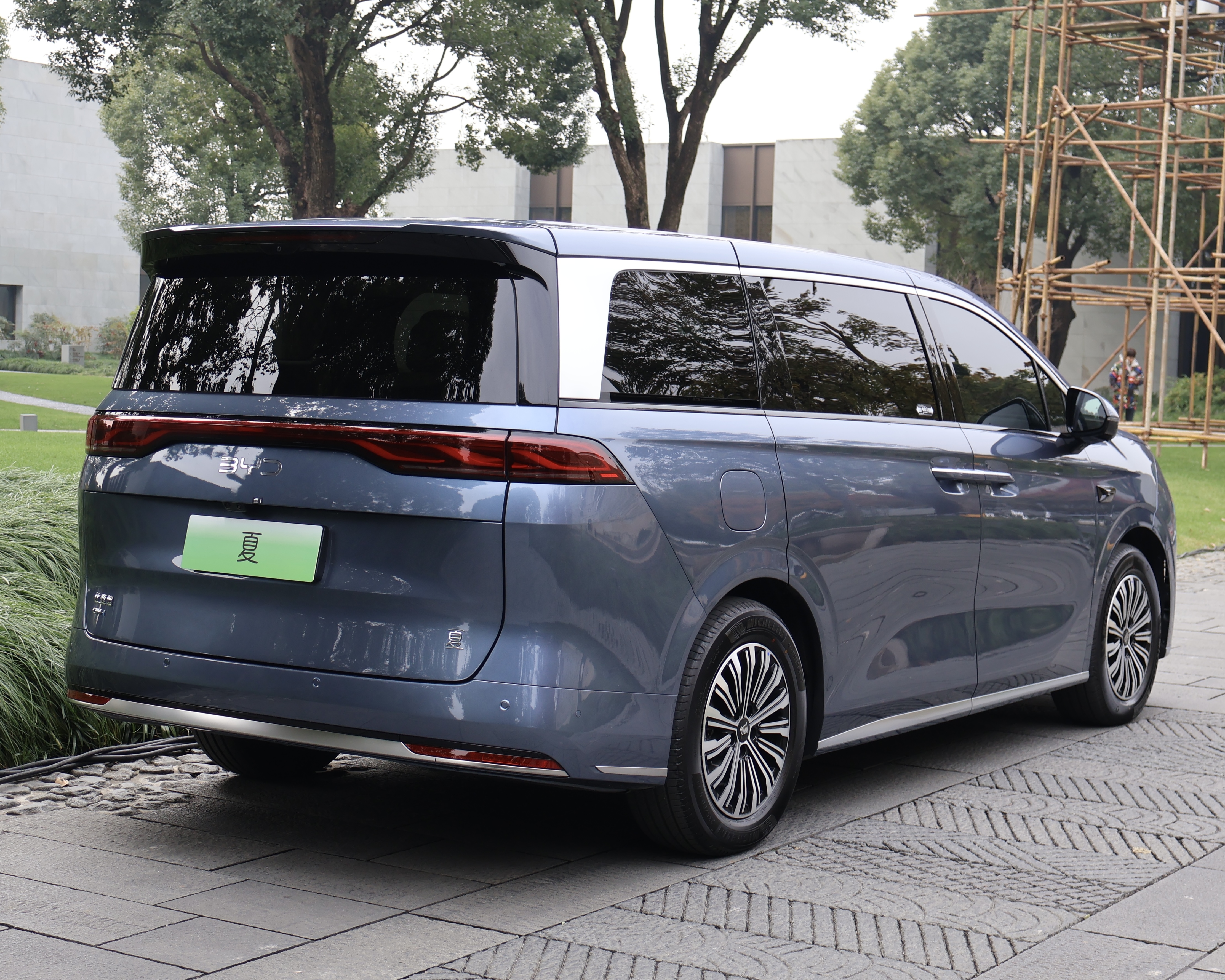
BYD Xia - tył

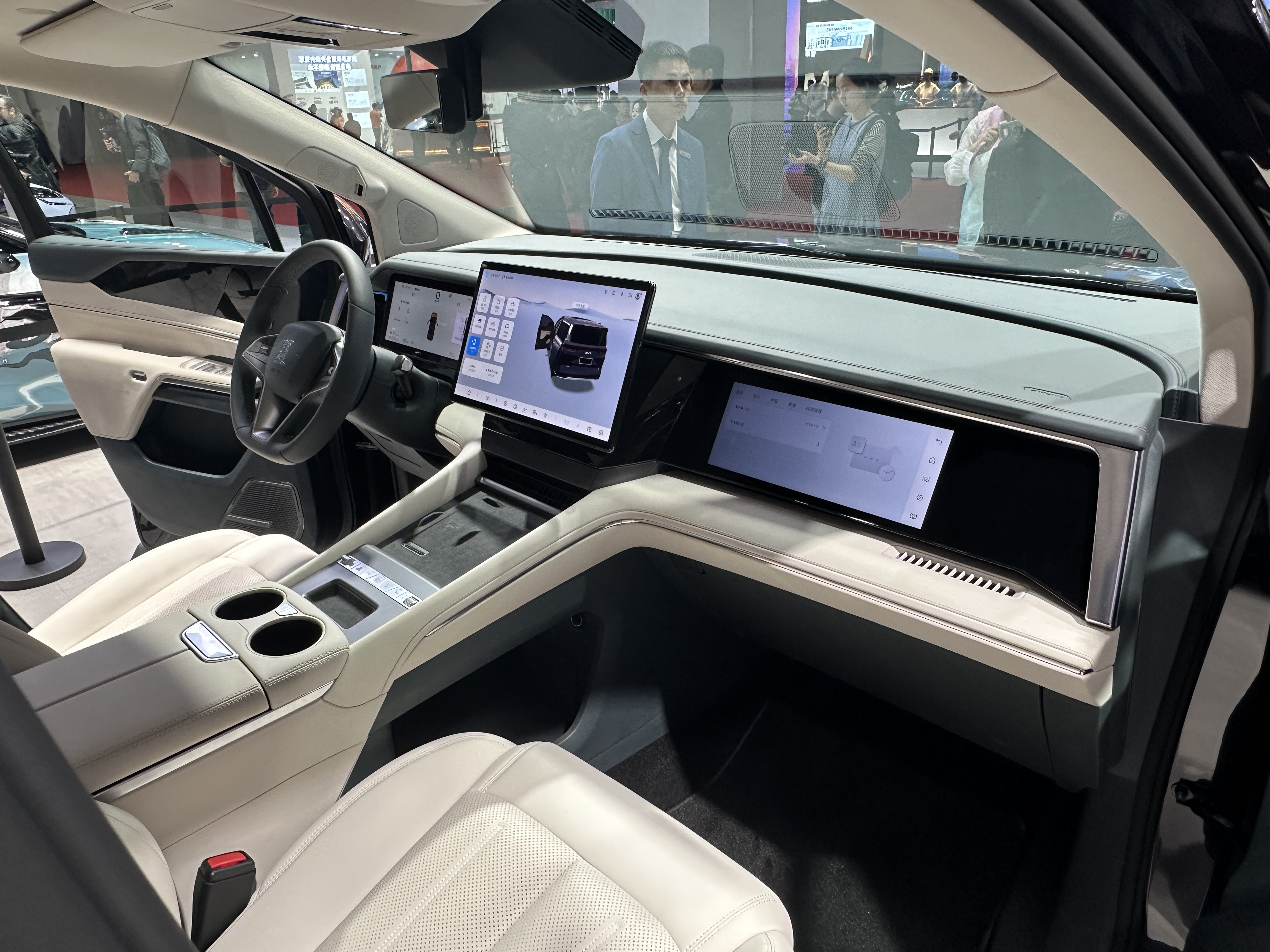
BYD Xia - kokpit

Pod koniec sierpnia 2024 roku BYD Auto przedstawił pierwszego dużego minivana historii swojego portfolio, prezentując model Xia. Stając się częścią linii modelowej "Dynasty Series", podobnie jak inne produkty się w niej znajdujące zaczęrpnął nazwę od starożytnej chińskiej dynastii cesarskiej. Samochód zyskał masywne, foremne proporcje, z pionowo ściętą tylną częścią nadwozia zwieńczoną wąskim pasem świetlnym, przetłoczeniami na drzwiach oraz wysoko poprowadzoną linią maski. Przód zdominowały wąskie, wysoko osadzone reflektory, a także rozległy, dominujący tę część nadwozia grill.
BYD Xia wyposażony został m.in. w rozbudowany system półautonomicznej jazdy DiPilot. W kabinie pasażerskiej wygospodarowano trzy rzędy siedzeń w układzie 2+2+3, z kolei wysoko poprowadzony tunel środkowy płynnie połączono z masywną deską rozdzielczą zwieńczoną przez dwa ekrany. Pierwszy znalazł się przed kierowcą jako cyfrowe zegary, a drugi przyjął funkcję dotykowego sterowania systemem multimedialnym z opcją obrotu o 90 stopni.

### Sprzedaż
BYD Xia został zbudowany głównie z myślą o chińskim rynku, gdzie jego sprzedaż rozpoczęła się niespełna miesiąc po premierze, z końcem września 2024. Podstawowy wariant hybrydowego minivana został wyceniony wówczas na 289 800 juanów, a z kolei topowy na 339 800 juanów - pozycjonując się jako tańsza alternatywa dla luksusowej Denzy D9. W czerwcu 2025 roku samochód trafił do sprzedaży także na rynkach eksportowych pod nazwą BYD M9.

### Dane techniczne
Do napędu BYD-a Xia wykorzystany został spalinowo-elektryczny układ hybrydowy typu plug-in. Utworzył go turbodoładowany silnik benzynowy o pojemności 1,5 litra i mocy 154 KM, który połączono z elektryczną jednostką o mocy 268. W trybie mieszanym samochód może osiągnąć spalanie 6,8 litra na 100 kilometrów, a dzięki baterii 36,6 kWh minivan zyskał możliwość przejechania do ok. 145 kilometrów w trybie w pełni elektrycznym według chińskiej normy pomiarowej CLTC.